# Les Maupas
Les Maupas est un feuilleton en 20 épisodes de 13 minutes produit pour A2 (France). Tourné à l'automne 1980, dans le voisinage de la centrale de Saint Laurent des eaux, il était destiné à soutenir la politique pronucleaire du gouvernement, alors que plusieurs foyers de contestation étaient actifs et populaires notamment à  Plogoff. L' alternance politique de 1981 a porté ombrage à  la diffusion qui aurait dû être programmée à une heure de forte audience. 
Le feuilleton fut diffusé, du 29 mars au 23 avril 1982, sur Antenne 2 à 13h50. Après sa diffusion, un autre feuilleton, La Vie des autres, lui a succédé à la même heure.

## Thème
Dans les années 1980, l’annonce de l’agrandissement d'une centrale nucléaire fait grand bruit et partage la population d'une petite ville entre les pro et les antinucléaires, la famille Maupas s’affronte avec leur gendre ingénieur de la centrale.

## Lieu de tournage
- Meung sur Loire pour certains extérieurs
- On voit la centrale nucléaire de Saint-Laurent-des-Eaux

## Fiche technique
- Réalisation : Jean-François Toussaint
- Scenario, adaptation et dialogues : Serge Ganzl et Paul-Henri Noël
- Musique : Marc Chuquet et Philippe Vasselin

## Distribution
- Yves Renier (Antoine Chaumont)
- Catherine Leprince (Nicole Chaumont)
- Jean-Pierre Lituac (Albert Maupas)
- Anne Teyssèdre (Micheline Maupas)
- Sophie Renoir (Gabrielle Fontenil)
- Sady Rebbot (Patrick Fontenil)
- Patrice Melennec (Léo Barger)
- Catherine de Seynes (Rose Maupas)
- Martine Chopy (Monique Fontenil)
- Jack Berard (Alexandre Fontenil)
- Mathieu Barbey (Gérard Maupas)
- Pierre-Marie Escourrou (Rémy Fontenil)
- Florent Pagny